# Максима Римская
Максима (погибла ок. 304 года) — святая мученица Римская. День памяти — 2 сентября.
Святая Максима ( Maxima) была рабыней и другом св. Ансана из Сиены. Она была засечена до смерти во время гонений при императоре Диоклетиане прибл. в 304 году.

## Мученичество
Согласно Римскому мартирологу:
Romæ sanctæ Maximæ Mártyris, quæ, simul cum sancto Ansano Christum confessa, in persecutióne Diocletiáni, dum fustibus cæditur, réddidit spíritum.

В Риме, святая мученица Максима, исповедавшая Христа вместе со святым Ансаном в гонение Диоклетианово, отдала душу, будучи забита палками.
Martyrologium Romanum, 2 September